# Spruce Pine
Spruce Pine é uma cidade  localizada no estado norte-americano de Carolina do Norte, no Condado de Mitchell.

## Demografia
Segundo o censo norte-americano de 2000, a sua população era de 2030 habitantes.
Em 2006, foi estimada uma população de 1979, um decréscimo de 51 (-2.5%).

## Geografia
De acordo com o United States Census Bureau tem uma área de
10,1 km², dos quais 10,1 km² cobertos por terra e 0,0 km² cobertos por água. Spruce Pine localiza-se a aproximadamente 841 m acima do nível do mar.

## Localidades na vizinhança
O diagrama seguinte representa as localidades num raio de 28 km ao redor de Spruce Pine.